# Eduardo Dorta
Eduardo Dorta, (Caracas, Venezuela, 5 de abril de 1927) es un ceramista y escultor formado en la Escuela de Artes Plásticas y Aplicadas de Venezuela.

## Obra
En el año 1955 exhibe en exposiciones colectivas en el Taller Libre de Arte y en la Galería Marisol. En dicha época elaboraba piezas de cerámica que omitían elementos de decoración, y siete años después, hacia 1962, se dedica a experimentar construyendo formas geométricas utilizando elementos de metal, plexiglás y acero. 
En 1967 asiste a la Galería Botto para participar junto a otros artistas, entre ellos Mateo Manaure, Manuel Quintana Castillo, Manuel Espinoza y Luis Guevara Moreno, en "Reencuentros de una generación". En 1968 forma parte de "Trece artistas contemporáneos" en la Galería Contemporánea Internacional ubicada en la capital. Para la época diseñaba espacios virtuales que generaban cambios cromáticos con el movimiento de los espectadores. 
En 1969 participó en el II Salón Experimental de Arte de Valencia y es incluido en "Once artistas venezolanos" en la Galería Carouge ubicada en Ginebra, Suiza.
«Estructuras, espacio y color» fue el nombre de su primera exposición individual, presentada en la Galería Track de Caracas en 1970. Exploró los espacios y las imágenes generadas por el acero inoxidable.
Su trabajo resalta el espacio físico y virtual, y el color como luz que cambia dependiendo de los movimientos del espectador.